# بیمه عمر وام مسکن
بیمه عمر وام مسکن (انگلیسی: Mortgage life insurance) نوعی بیمه است که به‌طور خاص برای محافظت از وام مسکن با بازپرداخت طراحی شده است. اگر بیمه‌گذار در طول اعتبار بیمه‌نامه فوت کند، بیمه مبلغی را پرداخت خواهد کرد که دقیقاً برای بازپرداخت مانده وام مسکن کافی باشد. هدف این بیمه، محافظت از توانایی وام‌گیرنده برای بازپرداخت وام مسکن در طول عمر وام است و این با بیمه خصوصی وام مسکن تفاوت دارد؛ بیمه خصوصی وام مسکن برای محافظت از وام‌دهنده در برابر خطر نکول وام‌گیرنده است.
هنگامی که بیمه آغاز می‌شود، ارزش پوشش بیمه‌ای باید برابر با سرمایه باقی‌مانده از وام مسکن باشد و تاریخ پایان بیمه‌نامه باید با تاریخ تعیین‌شده برای آخرین پرداخت وام یکسان باشد. سپس شرکت بیمه، نرخ سالانه کاهش پوشش بیمه‌ای را محاسبه می‌کند تا با ارزش سرمایه باقی‌مانده وام مسکن مطابقت داشته باشد. حتی اگر مشتری در بازپرداخت عقب بماند، بیمه معمولاً به برنامه اصلی خود پایبند خواهد بود و با بدهی باقی‌مانده همگام نخواهد شد. برخی از بیمه‌نامه‌های عمر وام مسکن در صورتی که بیمه‌گذار به بیماری لاعلاجی تشخیص داده شود که انتظار می‌رود ظرف ۱۲ ماه پس از تشخیص فوت کند، نیز پرداخت می‌کنند. شرکت‌های بیمه گاهی اوقات ویژگی‌های دیگری را به بیمه‌نامه‌های عمر وام مسکن خود اضافه می‌کنند تا شرایط بازار بیمه داخلی کشورشان و مقررات مالیاتی داخلی خود را منعکس کنند.
بر اساس سازوکار این محصول، بیمه عمر وام مسکن یک محصول مالی است که به‌طور متناقض با پرداخت حق بیمه بیشتر توسط وام‌گیرنده، ارزش آن کاهش می‌یابد. در بسیاری از موارد، بیمه عمر سنتی (چه مدت‌دار و چه دائمی) می‌تواند سطح محافظت بهتری را با حق بیمه‌های به مراتب کمتر ارائه دهد. بزرگ‌ترین مزیت بیمه عمر سنتی نسبت به بیمه عمر وام مسکن این است که ارزش اسمی اولی در طول عمر بیمه‌نامه حفظ می‌شود، در حالی که دومی تعهد می‌کند مبلغی معادل بدهی باقی‌مانده وام مسکن مشتری در هر زمان را پرداخت کند، که ذاتاً یک مبلغ کاهنده است. از این رو، بیمه عمر وام مسکن برای وام‌دهندگان و/یا بیمه‌گران بسیار سودآور و برای وام‌گیرندگان به همان اندازه نامطلوب است.
علاوه بر این، بانک‌های وام‌دهنده اغلب وام‌گیرندگان را تشویق می‌کنند تا علاوه بر وام مسکن جدید خود، بیمه عمر وام مسکن را نیز خریداری کنند، که این عمل در آستانه شیوه‌های فروش اجباری است. با این حال، فروش اجباری یک محصول توسط خود یا یک طرف وابسته، در اکثر حوزه‌های قضایی غیرقانونی است. در کانادا، به عنوان مثال، این عمل به صراحت توسط بخش ۴۵۹٫۱ قانون بانک (۱۹۹۱) ممنوع شده است. در نهایت، بیمه عمر وام مسکن طبق قانون الزامی نیست. وام‌گیرندگان خود تصمیم می‌گیرند که آیا اموال را با یک محصول بیمه‌ای محافظت کنند یا خیر. به همین ترتیب، انتخاب بیمه‌گر نیز کاملاً بدون محدودیت است. با این حال، باید در نظر داشت که در بسیاری از مواردی که بیمه عمر مدت‌دار به دلایل سلامتی رد می‌شود، بیمه عمر وام مسکن همچنان در دسترس است و می‌تواند بزرگ‌ترین هزینه باقی‌مانده توسط نان‌آور متوفی، یعنی هزینه‌های مسکن را پوشش دهد؛ بنابراین، رد کامل آن به عنوان نامطلوب برای وام‌گیرندگان ساده‌انگارانه است.